# Павелко Олексій Пилипович
Павелко Олексій Пилипович (30 березня 1918 – 13 березня 2001) – український філософ, доктор філософських наук, професор, заслужений діяч науки УРСР, учасник Другої світової війни.

## Біографія
О. П. Павелко народився 30 березня 1918 року в с. Прохори нині  Борзнянського району Чернігівської області. Навчався у Ніжинській середній школі.
У 1938 р. закінчив історико-філологічний факультет Ніжинського педагогічного інституту.
У 1938-1939 роках працював викладачем  Ніжинського педагогічного інституту.
У 1939 році був  призваний до лав Червоної Армії. У 1941-1942 роках брав участь в обороні Борисова, Орши, Смоленська, Москви у складі 175-го мотострілецького полку 1-ї Московської мотострілецької дивізії. У 1942 році  був тяжко поранений, лікувався госпіталях, демобілізований за інвалідністю.
Після одужання і визволення Києва навчався на дипломатичних курсах при Київському університеті імені Т. Шевченка.
У 1946-1947 роках працював у складі українського дипломатичного представництва при Організації Об’єднаних Націй в Нью-Йорку (США).
В 1950 році закінчив аспірантуру при кафедрі філософії Київського педагогічного інституту імені О. М. Горького. У 1950-1951 роках був директором вчительського інституту іноземних мов.
В 1951-1953 роках  завідував сектором відділу науки ЦК Компартії України. У 1953-1989 роках працював завідувачем кафедри філософії Київського державного педагогічного інституту ім. О. М. Горького, одночасно в 1962-1971 роках був  проректором з наукової роботи.
В 1972 році захистив дисертацію  «Декабристи і українські революційні демократи: риси світогляду в аспекті суспільних проблем епохи і філософських традицій» на здобуття наукового ступеня доктора філософських наук. Згодом присвоєно вчене звання професора.
Помер 13 березня 2001 року у Києві.

## Наукова діяльність
Сфера наукових інтересів — історія філософії. Автор наукових праць з історії української філософської думки ХІХ початку ХХ ст.

### Праці
- М. М. Коцюбинський – поборник  дружбы народов, активный борей против украинского буржуазного национализма.// Украинские революционные демократы о дружбе украинского народа с русским: сборник статей. - Киев: Изд-во АН УССР, 1955.
- Суспільно-політичні погляди М. М. Коцюбинського.// Комуніст України.- 1956. -№ 10.- С. 62-71.
- Поняття честі і гідності в етиці  українських революційних демократів кінця ХІХ – початку ХХ ст..//Проблеми філософії. -1968.- Вип. 8. - С. 56-63. (у співавторстві В. Ю.Шестакова).
- Класики марксизму про філософську думку.// Проблеми філософії. -1969. -Вип. 14. -С. 65-70.
- Декабристи і українські революційні демократи про єдність і дружбу народів.// Проблеми філософії.- 1970. - Вип. 18.- С. 55-62.
- З історії суспільно-політичної і філософської думки на Україні : посібник для студентів гуманітарних факультетів педінститутів. -  Київ: КДПІ ім. О. М. Горького, 1971. -192 с.
- З історії суспільно-політичної і філософської думки на Україні: посібник для студентів гуманітарних факультетів педінститутів. - Київ: КДПІ ім. О. М. Горького, - 1972. - 124 с.
- Ідейні проблеми декабризму і Т. Г. Шевченко //Проблеми філософії.- 1972.- Вип. 25.- С. 112-119.
- Виховання радянського патріотизму в процесі навчання.//Проблема удосконалення навчального процесу в педагогічному вузі: матеріали республіканської науково-практичної конференції. - Київ, 1975. -С. 154-156.
- Естественнонаучная картина мира как детерминанта стиля мышления.// Философские проблемы современного естествознания. - 1983. - Вып. 55 - С. 3-9. (у співаторстві  Г. И. Волинка, В. Е. Владимиренко).
- Изучение произведений классиков марксизма-ленинизма в курсе философии с учетом профиля вуза: методическая разработка для студентов педвуза. - Киев: КГПИ, 1986. - 50 с. (у співаторстві  Н. К. Киселева).
- Історія філософії на Україні: у 3-х томах. Т. 2: Філософська думка на Україні в період занепаду феодалізму і планування капіталістичних відносин (XIX - початок XX ст.). -  Київ: Наукова думка, 1987.- 368 с. (у співавторстві).

## Нагороди
- Орден Вітчизняної війни І-го ступеня;
- «Знак Пошани»;
- медаль «За бойові заслуги»;
- Медаль «За перемогу над Німеччиною у Великій Вітчизняній війні 1941—1945 рр.»
- медаль «За оборону Москви»;
- Почесна грамота Верховної Ради УРСР.
- Заслужений діяч науки УРСР.